# Мухаммад ат-Тірмізі
Мухаммад ат-Тірмізі, повне ім'я Абу Іса Мухаммад ібн Іса ат-Тірмізі (араб. أبو عيسى الترمذي‎; 824, Термез — 892, Термез, Караханідська держава) — видатний хадисознавець і правознавець іранського походження. Його вчителями були такі видатні богослови, як аль-Бухарі, Мухаммад ібн Абдуллах, Алі ібн Хаджар та ін. Він був автором збірника «Сунан», який входив до складу шести найбільш авторитетних збірників хадисів «Кутуб ас-Сітта».